# 心跳过速
心跳过速（tachycardia，tachyarrhythmia）又称心动过速、心搏过速，是指心跳速度超出正常范围。一般來說，成年人在靜止狀態下心跳达到每分钟一百次以上即屬心跳過速。剧烈的体育运动、紧张、焦虑或服用某些药物等可能会造成生理上的心跳过速，而心血管疾病、贫血、甲亢等疾病则会造成病理性心跳过速。
根据发生部位的不同，心跳过速又可分为窦性、房型、交界性、室性。
- 窦性心跳过速（英语：sinus tachycardia）：由窦房结引起，通常为缓发性。过量饮酒、咖啡，吸烟、缺乏睡眠或某些疾病都有可能导致心跳速度逐渐增加，恢复至正常的生活状态可使心跳逐渐接近正常。此类疾病的心跳速度一般不超过每分钟150次。
- 阵发性心跳过速：心跳速度突然加剧，又可分为心房性、心室性、心房心室交界处的交界性。因为心房性过速和交界性过速在心电图上不易分辨，通常统称为阵发性室上性心动过速。
  - 阵发性室上性心动过速：突然发生、突然中止，持续数分钟乃至数天不等，也可能会发生在正常人身上。心率可达每分钟160—250次，通过刺激迷走神经可以终止心跳异常。[5]
  - 阵发性室性心动过速：常见于严重心脏病，发作时心率达每分钟150—200次，可能导致休克、昏厥乃至猝死。[6]